# Resurgence & Ecologist
Resurgence est un bimestriel britannique fondé en 1966 par John Papworth, dans l'esprit de E. F. Schumacher, « l'économiste renégat », Leopold Kohr, l'auteur du classique du décentralisme The Breakdown of Nations, ou le gourou de l'autosuffisance John Seymour.
The Ecologist est un mensuel britannique qui s'intéresse à ce qui touche à l'écologie en général, à travers son actualité et les débats en cours. Il a été fondé en juillet 1970 par Edward Goldsmith. Après le numéro de juillet 2009 et jusqu'en septembre 2012, la revue n'existe plus en version imprimée, mais uniquement sous la forme d'un site internet enrichi, ainsi qu'annoncé en avril 2009. Le mensuel a une version française, L'Écologiste.
En septembre 2012, Resurgence et The Ecologist fusionnent et retrouvent une édition papier sous le titre Resurgence & Ecologist.

## Contributeurs
Parmi les contributeurs récents on trouve :
- Wendell Berry
- Fritjof Capra
- Noam Chomsky
- Le Dalai Lama
- Annie Dillard
- Václav Havel
- James Hillman
- David Korten
- Winona LaDuke
- James Lovelock
- Amory Lovins
- Wangari Maathai
- Jerry Mander (en)
- Lynn Margulis
- George Monbiot
- Thomas Moore
- Jonathon Porritt
- Anita Roddick
- Vandana Shiva
- Charles, prince de Galles